# Luis Guzmán
Luis Guzmán (Cayey, 28 agosto 1956) è un attore portoricano.

## Biografia
Nato a Porto Rico, ma cresciuto nel Greenwich Village di New York, si diploma al City College di New York. Prima di iniziare la sua carriera come attore caratterista, ha lavorato come assistente sociale, in seguito ha partecipato ad alcune produzioni di teatro di strada. Dopo aver partecipato a vari film e serie televisive, ottiene una certa popolarità grazie al ruolo di Pachanga in Carlito's Way di Brian De Palma. Appare nei film di Paul Thomas Anderson Boogie Nights - L'altra Hollywood, Magnolia e Ubriaco d'amore. Recita inoltre nei film: Stonewall, Omicidio in diretta, Il collezionista di ossa, Terapia d'urto, Fast Food Nation e Dreamer - La strada per la vittoria.
Tra le serie televisive cui ha preso parte vi sono: Walker Texas Ranger, NYPD Blue, Frasier e Oz. In quest'ultima ha ricoperto il ruolo di Raoul "El Cid" Hernandez. Nella serie Community è presente una sua statua in bronzo che lo ritrae, al centro del Greendale Community College, per omaggiare l'illustre studente. Inoltre l'attore compare come sé stesso nell'ottava puntata della terza stagione. Luis Guzmán ha interpretato un cameo nel video della canzone Gorilla del cantante Bruno Mars. Ha anche prestato la propria voce al narcotrafficante colombiano Ricardo Diaz nei videogiochi Grand Theft Auto: Vice City e Grand Theft Auto: Vice City Stories. Nel 2015 appare in 6 episodi della serie Narcos, interpretando il narcotrafficante colombiano José Gonzalo Rodríguez Gacha. Nel 2022 prende parte alla serie televisiva Mercoledì dove interpreta Gomez Addams nei due episodi Mercoledì è un giorno triste e Chi semina vento raccoglie tristezza.

## Vita privata
È sposato dal 1985 con Angelita Galarza, da cui ha avuto cinque figli.

## Filmografia

### Attore

#### Cinema

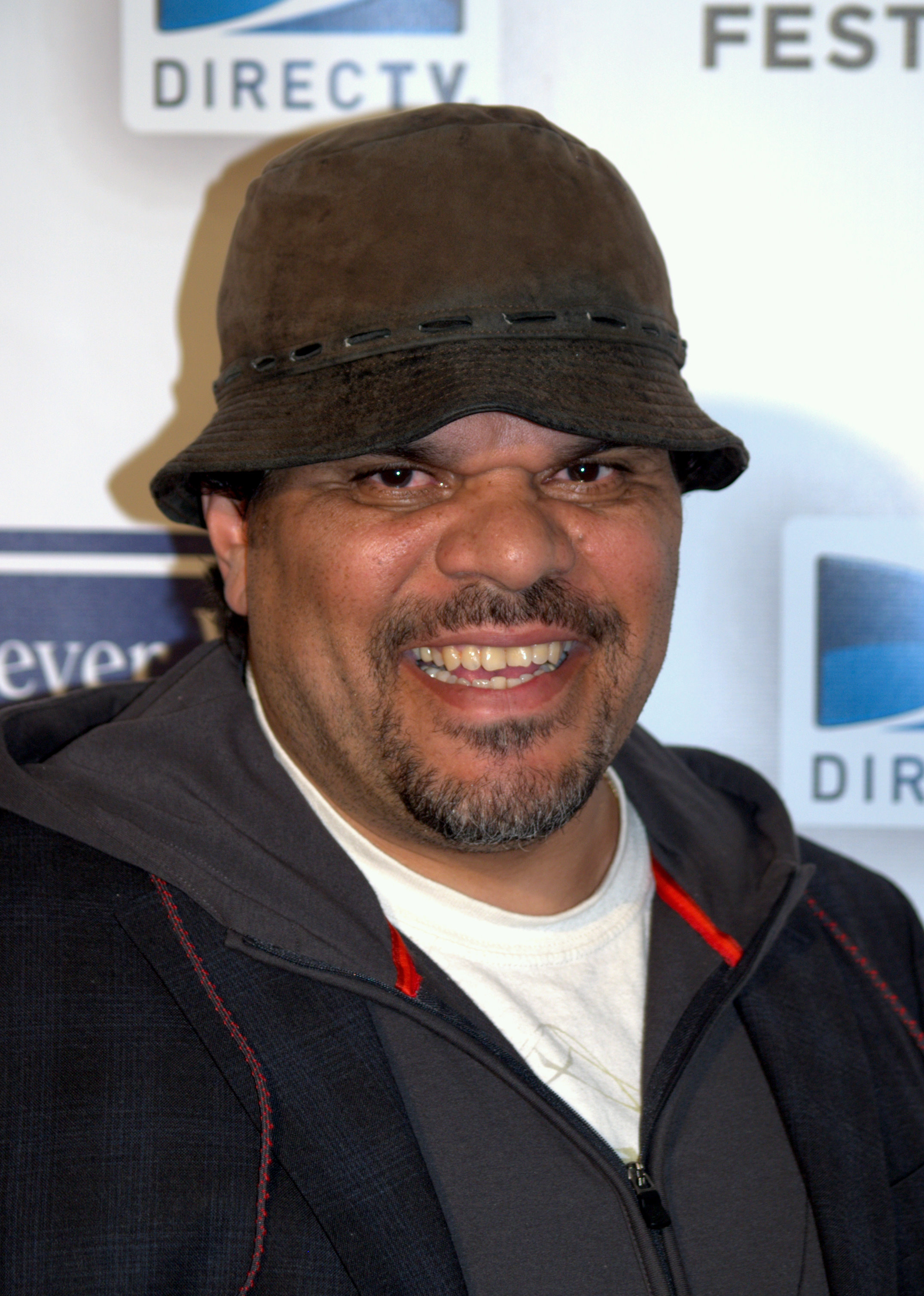
Luis Guzmán al Tribeca Film Festival 2009

- Esecuzione al braccio 3 (Short Eyes), regia di Robert M. Young (1977)
- Variety, regia di Bette Gordon (1983)
- Seven Women, Seven Sins, regia di Maxi Cohen, Laurence Gavron, Bette Gordon, Helke Sander, Ulrike Ottinger, Chantal Akerman, Valie Export (1986)
- No Picnic, regia di Philip Hartman (1986)
- Heartbeat, regia di John Nicolella (1987)
- Miracolo sull'8ª strada (Batteries not included), regia di Matthew Robbins (1987) – non accreditato
- Mr. Crocodile Dundee 2 (Crocodile" Dundee II), regia di John Cornell (1988)
- Combat Dance - A Colpi di Musica (Rooftops), regia di Robert Wise (1989)
- Verdetto finale (True Believer), regia di Joseph Ruben (1989)
- Black Rain - Pioggia sporca (Black Rain), regia di Ridley Scott (1989)
- Sono affari di famiglia (Family Business), regia di Sidney Lumet (1989)
- Terzo grado (Q & A), regia di Sidney Lumet (1990)
- Insieme per forza (The Hard Way), regia di John Badham (1991)
- McBain, regia di James Glickenhaus (1991)
- Amore all'ultimo morso (Innocent Blood), regia di John Landis (1992)
- Due vite in pericolo (Jumpin' at the Boneyard), regia di Jeff Stanzler (1992)
- Vado a vivere a New York (Naked in New York), regia di Daniel Algrant (1993)
- Per legittima accusa (Guilty as Sin), regia di Sidney Lumet (1993)
- Mister Wonderful, regia di Anthony Minghella (1993)
- Carlito's Way, regia di Brian De Palma (1993)
- El vagabundo con suerte, regia di Marco Briones (1994)
- Hand Gun, regia di Whitney Ransick (1994)
- Sonny & Pepper - Due irresistibili cowboys (The Cowboy Way), regia di Gregg Champion (1994)
- Lotto Land, regia di John Rubino (1995)
- Stonewall, regia di Nigel Finch (1995)
- L'ora della violenza (The Substitute), regia di Robert Mandel (1996)
- Il coraggioso (The Brave), regia di Johnny Depp (1997)
- Boogie Nights - L'altra Hollywood (Boogie Nights), regia di Paul Thomas Anderson (1997)
- Out of Sight, regia di Steven Soderbergh (1998)
- Poliziotto speciale (One Tough Cop), regia di Bruno Barreto (1998)
- Omicidio in diretta (Snake Eyes), regia di Brian De Palma (1998)
- L'inglese (The Limey), regia di Steven Soderbergh (1999)
- Il collezionista di ossa (The Bone Collector), regia di Phillip Noyce (1999)
- Magnolia, regia di Paul Thomas Anderson (1999)
- Luckytown, regia di Paul Nicholas (2000)
- Table One, regia di Michael Scott Bregman (2000)
- Traffic, regia di Steven Soderbergh (2000)
- Double Whammy, regia di Tom DiCillo (2001)
- Home Invaders, regia di Gregory Wilson (2001)
- Sam the Man, regia di Gary Winick (2001)
- Montecristo (The Count of Monte Cristo), regia di Kevin Reynolds (2002)
- Salton Sea - Incubi e menzogne (The Salton Sea), regia di D.J. Caruso (2002)
- Ubriaco d'amore (Punch-Drunk Love), regia di Paul Thomas Anderson (2002)
- Welcome to Collinwood, regia di Anthony e Joe Russo (2002)
- Pluto Nash, regia di Ron Underwood (2002)
- Confidence - La truffa perfetta (Confidence), regia di James Foley (2003)
- Terapia d'urto (Anger Management), regia di Peter Segal (2003)
- Scemo & più scemo - Iniziò così... (Dumb and Dumberer: When Harry Met Lloyd), regia di Troy Miller (2003)
- La giuria (Runaway Jury), regia di Gary Fleder (2003)
- Lemony Snicket - Una serie di sfortunati eventi (Lemony Snicket's A Series of Unfortunate Events), regia di Brad Silberling (2004)
- Dreamer - La strada per la vittoria (Dreamer: Inspired by a True Story), regia di John Gatins (2005)
- Carlito's Way - Scalata al potere (Carlito's Way: Rise to Power), regia di Michael Bregman (2005)
- Waiting..., regia di Rob McKittrick (2005)
- Disappearances, regia di Jay Craven (2006)
- Fast Food Nation, regia di Richard Linklater (2006)
- Scuola per canaglie (School for Scoundrels), regia di Todd Phillips (2006)
- Hard Luck - Uno strano scherzo del destino (Hard Luck), regia di Mario Van Peebles (2006)
- Rogue - Il solitario (War), regia di Philip G. Atwell (2007)
- Cleaner, regia di Renny Harlin (2007)
- Maldeamores, regia di Mariem Pérez Riera, Carlos Ruíz Ruíz (2007)
- Chicano Blood, regia di Damian Chapa (2008)
- I Kicked Luis Guzmán in the Face, regia di Sherwin Shilati – cortometraggio (2008)
- Nothing Like the Holidays, regia di Alfredo De Villa (2008)
- Yes Man, regia di Peyton Reed (2008)
- La verità è che non gli piaci abbastanza (He's just not that into you), regia di Ken Kwapis (2009) – non accreditato
- Still Waiting..., regia di Jeff Balis (2009)
- Fighting, regia di Dito Montiel (2009)
- Pelham 123 - Ostaggi in metropolitana (The Taking of Pelham 123), regia di Tony Scott (2009)
- Daddy Sitter (Old Dogs), regia di Walt Becker (2009) – cameo, non accreditato
- Arturo (Arthur), regia di Jason Winer (2011)
- Rise of the Damned, regia di Micheal Bafaro (2011)
- The Caller, regia di Matthew Parkhill (2011)
- Departure Date, regia di Kat Coiro (2012)
- Viaggio nell'isola misteriosa (Journey 2: The Mysterious Island), regia di Brad Peyton (2012)
- Aztec Warrior, regia di Scott Sanders (2013)
- The Last Stand - L'ultima sfida (The Last Stand), regia di Kim Ji-woon (2013)
- Come ti spaccio la famiglia (We're the Millers), regia di Rawson Marshall Thurber (2013)
- Turbo, regia di David Soren (2013) – voce
- Henry & Me, regia di Barrett Esposito (2014) – voce
- In the Blood, regia di John Stockwell (2014)
- Reclaim - Prenditi ciò che è tuo (Reclaim), regia di Alan White (2014)
- Two Men in Town, regia di Rachid Bouchareb (2014)
- The Lookalike, regia di Richard Gray (2014)
- Top Five, regia di Chris Rock (2014)
- Ana Maria in Novela Land, regia di Georgina Garcia Riedel (2015)
- Don Quixote: The Ingenious Gentleman of La Mancha, regia di David Beier, Dave Dorsey, Mahin Ibrahim, Austin Kolodney, Will Lowell, Drue Metz, Brandon Somerhalder, Alana Waksman, Jon YonKondy, Xu Zhang (2015)
- Due poliziotti a Parigi (Puerto Ricans in Paris), regia di Ian Edelman (2015)
- Keanu, regia di Peter Atencio (2016)
- The Do-Over, regia di Steven Brill (2016)
- 11 settembre: Senza scampo (9/11), regia di Martin Guigui (2017)
- Literally, Right Before Aaron, regia di Ryan Eggold (2017)
- Sandy Wexler, regia di Steven Brill (2017)
- Belleville Cop (Le Flic de Belleville), regia di Rachid Bouchareb (2018)
- Padre (The Padre), regia di Jonathan Sobol (2018)
- Hold On, regia di Tarek Tohme (2019)
- The Birthday Cake - Vendetta di famiglia (The Birthday Cake), regia di Jimmy Giannopoulos (2021)
- Non sei invitata al mio bat mitzvah (You Are So Not Invited to My Bat Mitzvah), regia di Sammi Cohen (2023)
- Genie, regia di Sam Boyd (2023)
- Un piedipiatti a Beverly Hills - Axel F (Beverly Hills Cop: Axel F), regia di Mark Molloy (2024)
- Havoc, regia di Gareth Evans (2025)

#### Televisione
- Miami Vice – serie TV, 1 episodio (1985)
- Law & Order - I due volti della giustizia (Law & Order) – serie TV, 1 episodio (1991)
- Caccia all'assassino (To Catch a Killer), regia di Eric Till – film TV (1992) - non accreditato
- La morte nera (Quiet Killer), regia di Sheldon Larry – film TV (1992)
- In the Shadow of a Killer, regia di Alan Metzger – film TV (1992)
- Empire City, regia di Mark Rosner – film TV (1992)
- Double Deception, regia di Jan Egleson – film TV (1993)
- Walker Texas Ranger – serie TV, episodio 2x02 (1993)
- Il fuoco della resistenza - La vera storia di Chico Mendes (The Burning Season), regia di John Frankenheimer – film TV (1994)
- On Seventh Avenue, regia di Jeff Bleckner – film TV (1996)
- Pronto, regia di Jim McBride – film TV (1997)
- King of New York, regia di James Widdoes – film TV (1998)
- Oz – serie TV, 12 episodi (1998-2001)
- Mind Prey, regia di D.J. Caruso – film TV (1999)
- Detective Spencer - I fantasmi del passato (Thin Air), regia di Robert Mandel – film TV (2000)
- Frasier – serie TV, 1 episodio (2002)
- Lolo's Cafe, regia di Guy Vasilovich – film TV (2006) - voce
- How to Make It in America – serie TV, 16 episodi (2010-2011)
- Counter Culture, regia di Ted Wass – film TV (2012)
- Community – serie TV, episodio 3x08 (2012)
- Narcos – serie TV, 6 episodi (2015)
- Code Black – serie TV, 47 episodi (2015-2018)
- Roadies – serie TV, 4 episodi (2016)
- Shameless – serie TV, 6 episodi (2019)
- Godfather of Harlem – serie TV, 4 episodi (2019)
- Hightown – serie TV, 7 episodi (2021)
- Mercoledì (Wednesday) – serie TV, 6 episodi (2022-2025)

### Doppiatore
- Grand Theft Auto: Vice City (2002)
- Grand Theft Auto: Vice City Stories (2006)
- Beverly Hills Chihuahua, regia di Raja Gosnell e Alex Zamm (2008)
- Turbo, regia di David Soren (2013)
- IF - Gli amici immaginari (IF), regia di John Krasinski (2024)

## Doppiatori italiani
Nelle versioni in italiano delle opere in cui ha recitato, Luis Guzmán è stato doppiato da:
- Nino Prester in Verdetto finale, Insieme per forza, Per legittima accusa, Out of Sight, Magnolia, Traffic, The Last Stand - L'ultima sfida
- Saverio Moriones in Ubriaco d'amore, Pluto Nash, Terapia d'urto, Cleaner, Top Five, Sandy Wexler
- Eugenio Marinelli in Terzo grado, Amore all'ultimo morso, Pelham 123 - Ostaggi in metropolitana, In the Blood, Lo sbirro di Belleville
- Marco Mete in Il collezionista di ossa, Scemo e più scemo - Iniziò così..., Fast Food Nation, Come ti spaccio la famiglia
- Stefano Mondini in Montecristo, Confidence - La truffa perfetta, 11 settembre: Senza scampo, Godfather of Harlem
- Francesco Pannofino in Homicide, Sono affari di famiglia, Boogie Nights - L'altra Hollywood, Detective Spencer - I fantasmi del passato
- Pasquale Anselmo in Law & Order - I due volti della giustizia, Walker Texas Ranger, How to Make It in America, Shameless
- Roberto Stocchi in Black Rain - Pioggia sporca, Un piedipiatti a Beverly Hills - Axel F, Havoc
- Paolo Marchese in L'ora della violenza, L'inglese, Scuola per canaglie
- Fabrizio Vidale in Lemony Snicket - Una serie di sfortunati eventi, Rogue - Il solitario, Arturo
- Diego Reggente in Carlito's Way, Salton Sea - Incubi e menzogne
- Bruno Conti in Poliziotto speciale, Omicidio in diretta
- Diego Suarez in La verità è che non gli piaci abbastanza, The Do-Over
- Luigi Ferraro in Daddy Sitter, Padre
- Simone Mori in Mercoledì, Non sei invitata al mio Bat Mitzvah
- Pierluigi Astore in Frasier, Yes Man
- Loris Loddi in Fighting, Due poliziotti a Parigi
- Franco Mannella in Code Black, Roadies
- Paolo Buglioni in NYPD - New York Police Department
- Renzo Stacchi in Stonewall
- Saverio Indrio in Il coraggioso
- Giorgio Favretto in Oz
- Mario Bombardieri in Welcome to Collinwood
- Roberto Draghetti in La giuria
- Claudio Fattoretto in Dreamer - La strada per la vittoria
- Gerolamo Alchieri in Carlito's Way - Scalata al potere
- Francesco Vairano in Hard Luck - Uno strano scherzo del destino
- Marco Pagani in Community
- Pino Insegno in Viaggio nell'isola misteriosa
- Paolo Maria Scalondro in Reclaim - Prenditi ciò che è tuo
- Tony Sansone in Genie

Da doppiatore è sostituito da:
- Oreste Baldini in Beverly Hills Chihuahua
- Diego Suarez in Turbo
- Tony Sansone in Moon Girl e Devil Dinosaur